# 湯加麗
湯加麗（たん かり），中華人民共和国の女優、舞踏家、人体芸術モデル。中国安徽省合肥市で生まれました。北京舞踏学院の古典舞踏科を卒業し、国家歌舞団の舞踏家および講師として活躍し、かつて東方歌舞団に勤務していました。
2002年，彼女は人民美術出版社から写真集『湯加麗人体芸術撮影写真』（撮影：张旭龙）を出版しました。2003年には、『湯加麗人体芸術撮影』、2004年には『湯加麗写真』（撮影：石松）が発売されました。2005年には、彼女は現代出版社から自伝的な作品『汤加丽写真日記』を出版し、人体芸術写真を撮影する過程や仕事の経験について共有しています。2006年には、芸術のドキュメンタリー『舞者加丽』を発表しました。
湯加麗は上記の作品で主に正面裸体のイメージで登場し，当時の中国本土社会で一部論争を引き起こしました。彼女の2冊目の作品『湯加麗人体芸術撮影』が2004年に発売されて以降，彼女の写真は非常に注目され、検索数も増加しました。

## 人体芸術写真

### 『湯加麗人体芸術写真』（2002年）
湯加麗は2002年9月に最初の全裸写真集『湯加麗人体芸術撮影写真』を発表しました。この最初の写真集の目的は「青春の最も美しいものを保存すること」でした。彼女は最初の写真集を発表した後、非常に注目される一方で、多くの非難や辱めにもさらされ、それが彼女に大きなプレッシャーをもたらしました。社会では、彼女の作品が芸術なのか過激なポルノなのかについての論争も巻き起こりました。その結果、汤加丽は東方歌舞团の仕事を失い、仕事の機会も制限されました。また、写真集を発表したことで、彼女は父親の反対に遭い、父娘の関係にも影響が及びました。
『湯加麗人体芸術撮影写真』の出版前、湯加麗はこの写真集の90%のアクションが彼女自身によってデザインされたと主張していました。しかし、出版後のメディアインタビューで、彼女は「撮影プロセスから本の出版まで、全て強制されたものだった」と述べました。これに対して、カメラマンの張旭龙は、撮影されたアクションシーンなどのデザインは完全に彼のアイデアであり、湯加麗はほとんど参加していないと反論しました。さらに、湯加麗は自ら彼と契約して撮影したものであり、「被迫された」という湯加麗の主張は事実でなく、「これは人体芸術写真家への最大の侮辱だ」と述べました。人民美術出版社が本の署名を「湯加麗 著」としたことが法的紛争を引き起こしました。最終的に人民美術出版社は、張旭龙に公に謝罪し、「湯加麗 著」の本の出版を停止し、再版の際には「湯加麗 著」の署名を禁止する判決が下りました。本の一部の写真が切り取られ、湯加麗が許可を提供できなかったことから、張旭龙と湯加麗の間で著作権の争いが発生しました。最終的に、湯加麗は張旭龙に賠償し、謝罪する判決が下りました。